# Казе ди Луцио (Пескара)
Казе ди Луцио (итал. Case di Luzio) је насеље у Италији у округу Пескара, региону Абруцо.
Према процени из 2011. у насељу је живело 17 становника. Насеље се налази на надморској висини од 147 м.